# Україна на зимових Олімпійських іграх 2014
Україна брала участь у зимовій Олімпіаді 2014, яка проходила у Сочі (Росія).
43 спортсмени представляли Україну на XXII зимових Олімпійських іграх у Сочі. Список із 39 атлетів було затверджено Виконавчим комітетом Національного олімпійського комітету України на засіданні 22 січня 2014.
23 січня 2014 стало відомо, що склад олімпійської збірної України поповнився ще трьома спортсменами.
30 січня 2014 за підсумками проходження олімпійської акредитації стало відомо, що Україна отримала ще одну ліцензію на участь в Іграх. Таким чином, остаточний склад збірної України склав 43 спортсмени.
Українські спортсмени виступали в 9 з 15 видів спорту, а саме: у біатлоні (11 спортсменів), фігурному катанні (6 спортсменів), санному спорті (6 спортсменів), фристайлі (6 спортсменів), лижних перегонах (8 спортсменів), гірськолижному спорті (2 спортсмени), сноубордингу (2 спортсмени), лижному двоборстві та шорт-треку (по 1 спортсмену).
Частина української делегації спортсменів покинула Сочі і відмовилась від участі в Олімпіаді на знак протесту проти кровопролиття в Україні.

## Медалісти
| Медаль | Спортсмен                                                | Вид спорту | Дисципліна      | Дата      |
| ------ | -------------------------------------------------------- | ---------- | --------------- | --------- |
| Золото | Віта Семеренко Юлія Джима Валя Семеренко Олена Підгрушна | Біатлон    | Жіноча естафета | 21 лютого |
| Бронза | Віта Семеренко                                           | Біатлон    | Жіночий спринт  | 9 лютого  |

## Склад збірної

### Біатлон

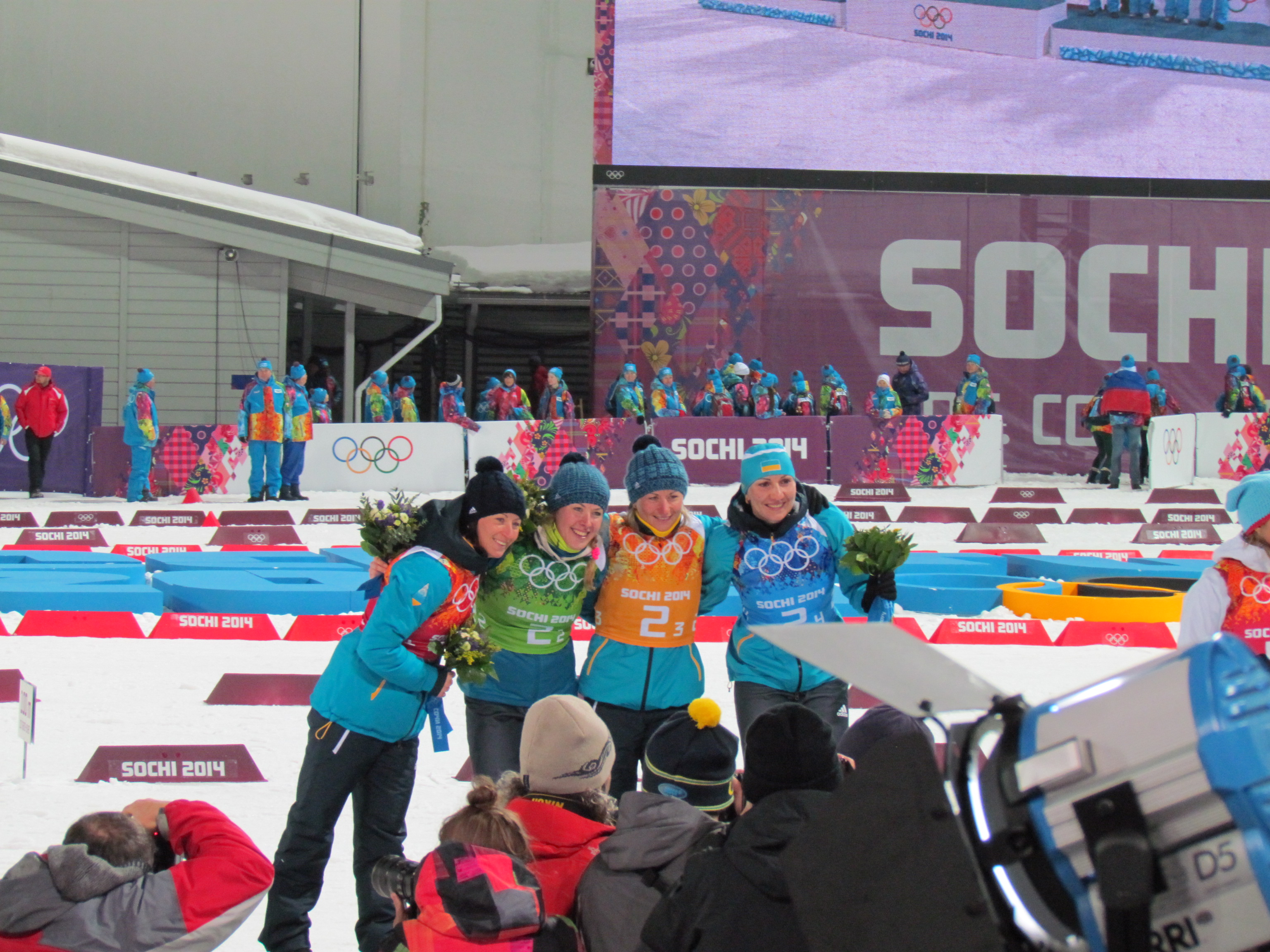
Українська «золота» четвірка під час квіткової церемонії

У разі травми або хвороби когось із спортсменів, у складі збірної можна буде провести по одній заміні у чоловіків і жінок. Запасні — Інна Супрун та Олександр Біланенко.
Спринт
| Змагання | Спортсмени       | Час     | Промахи | Місце |
| -------- | ---------------- | ------- | ------- | ----- |
| Чоловіки | Андрій Дериземля | 25:29.0 | 0+1     | 22    |
| Чоловіки | Артем Прима      | 25:57.6 | 0+1     | 32    |
| Чоловіки | Сергій Семенов   | 26:10.4 | 1+0     | 41    |
| Чоловіки | Сергій Седнєв    | 26:16.8 | 1+0     | 44    |
| Жінки    | Віта Семеренко   | 21:28.5 | 0+0     | 3     |
| Жінки    | Валя Семеренко   | 21:44.7 | 0+1     | 11    |
| Жінки    | Олена Підгрушна  | 22:12.8 | 0+1     | 25    |
| Жінки    | Юлія Джима       | 22:55.5 | 1+2     | 41    |

Гонка переслідування
| Змагання | Спортсмени       | Час      | Промахи | Місце |
| -------- | ---------------- | -------- | ------- | ----- |
| Чоловіки | Андрій Дериземля | 36:21.58 | 0+0+1+2 | 36    |
| Чоловіки | Сергій Семенов   | 36:48.13 | 0+2+1+0 | 39    |
| Чоловіки | Артем Прима      | 37:39.31 | 0+1+2+1 | 44    |
| Чоловіки | Сергій Седнєв    | 39:33.86 | 1+0+1+1 | 44    |
| Жінки    | Валя Семеренко   | 30:23.63 | 1+0+0+0 | 5     |
| Жінки    | Віта Семеренко   | 30:40.38 | 0+1+1+0 | 10    |
| Жінки    | Олена Підгрушна  | 31:54.20 | 0+0+0+1 | 22    |

Естафета
| Змагання | Спортсмени                                                      | Час       | Промахи                         | Місце |
| -------- | --------------------------------------------------------------- | --------- | ------------------------------- | ----- |
| Жінки    | Віта Семеренко Юлія Валентинівна Валя Семеренко Олена Підгрушна | 1:10:02.5 | 0+0 0+1 0+0 0+0 0+0 0+3 0+1 0+0 | 1     |
| Чоловіки | Андрій Дериземля Дмитро Підручний Артем Прима Сергій Семенова   | 1:14:21.1 | 7 (0+7)                         | 9     |

### Лижні види спорту

#### Гірськолижний спорт
Чоловіки
| Змагання           | Спортсмени   | 1 спуск | 2 спуск | Усього | Місце |
| ------------------ | ------------ | ------- | ------- | ------ | ----- |
| Гігантський слалом | Дмитро Мицак |         |         |        |       |
| Слалом             | Дмитро Мицак |         |         |        |       |

Жінки
| Змагання           | Спортсмени        | 1 спуск | 2 спуск | Усього | Місце |
| ------------------ | ----------------- | ------- | ------- | ------ | ----- |
| Супергігант        | Богдана Мацьоцька |         |         |        |       |
| Суперкомбінація    | Богдана Мацьоцька |         |         |        |       |
| Гігантський слалом | Богдана Мацьоцька |         |         |        |       |
| Слалом             | Богдана Мацьоцька |         |         |        |       |

#### Лижне двоборство
Спортсменів — 1
| Спортсмени      | Змагання                  | Стрибки із трампліна | Стрибки із трампліна | Стрибки із трампліна | Лижна гонка | Лижна гонка | Загалом | Загалом |
| Спортсмени      | Змагання                  | Дистанці             | Очки                 | Місце                | Час         | Місце       | Час     | Місце   |
| --------------- | ------------------------- | -------------------- | -------------------- | -------------------- | ----------- | ----------- | ------- | ------- |
| Віктор Пасічник | Нормальний трамплін/10 км | 95.0                 | 112.1                | 27                   | 26:13.5     | 42          | 27:31.5 | 42      |
| Віктор Пасічник | Великий трамплін/10 км    | 122.5                | 104.6                | 20                   | 23:59.6     | 31          | 25:37.6 | 30      |

#### Лижні перегони
Спортсменів — 8
Чоловіки
| Спортсмени          | Змагання               | Фінал   | Фінал       | Фінал |
| Спортсмени          | Змагання               | Час     | Відставання | Місце |
| ------------------- | ---------------------- | ------- | ----------- | ----- |
| Олексій Красовський | 15 км класичним стилем | 44:35.4 | +6:05.7     | 69    |

Жінки
| Спортсмени                                                             | Змагання               | Класичним стилем | Класичним стилем | Вільним стилем | Вільним стилем | Фінал     | Фінал       | Фінал |
| Спортсмени                                                             | Змагання               | Час              | Місце            | Час            | Місце          | Час       | Відставання | Місце |
| ---------------------------------------------------------------------- | ---------------------- | ---------------- | ---------------- | -------------- | -------------- | --------- | ----------- | ----- |
| Марина Анцибор                                                         | 15 км скіатлон         | 21:06.1          | 49               | 21:01.9        | 44             | 42:42.5   | +4:08.9     | 49    |
| Марина Анцибор                                                         | 30 км вільним стилем   | Н/Д              | Н/Д              | Н/Д            | Н/Д            | 1:16:22.7 | +5:17.5     | 35    |
| Тетяна Антипенко                                                       | 10 км класичним стилем | Н/Д              | Н/Д              | Н/Д            | Н/Д            | 31:06.9   | +2:49.1     | 30    |
| Тетяна Антипенко                                                       | 15 км скіатлон         | 21:19.5          | 51               | 21:41.6        | 52             | 43:40.3   | +5:06.7     | 52    |
| Катерина Григоренко                                                    | 10 км класичним стилем | Н/Д              | Н/Д              | Н/Д            | Н/Д            | 32:03.5   | +3:45.7     | 49    |
| Катерина Григоренко                                                    | 15 км скіатлон         | 21:11.6          | 50               | 21:01.2        | 43             | 42:47.2   | +4:13.6     | 49    |
| Катерина Григоренко                                                    | 30 км вільним стилем   | Н/Д              | Н/Д              | Н/Д            | Н/Д            | 1:17:53.0 | +6:47.8     | 38    |
| Марина Лісогор                                                         | 10 км класичним стилем | Н/Д              | Н/Д              | Н/Д            | Н/Д            | 33:35.4   | +5:17.6     | 58    |
| Валентина Шевченко                                                     | 10 км класичним стилем | Н/Д              | Н/Д              | Н/Д            | Н/Д            | 30:33.0   | +2:15.2     | 24    |
| Валентина Шевченко                                                     | 15 км скіатлон         | 20:17.0          | 34               | 20:00.6        | 18             | 40:50.7   | +2:17.1     | 27    |
| Валентина Шевченко                                                     | 30 км вільним стилем   | Н/Д              | Н/Д              | Н/Д            | Н/Д            | 1:12:42.6 | +1:37.4     | 14    |
| Марина Анцибор Тетяна Антипенко Катерина Григоренко Валентина Шевченко | естафета 4×5 км        | Н/Д              | Н/Д              | Н/Д            | Н/Д            | 56:56.1   | +3:53.4     | 12    |

Спринт
Чоловіки
| Спортсмени                          | Змагання         | Кваліфікація | Кваліфікація | Чвертьфінал     | Чвертьфінал     | Півфінал        | Півфінал        | Фінал            | Фінал            |
| Спортсмени                          | Змагання         | Час          | Місце        | Час             | Місце           | Час             | Місце           | Час              | Місце            |
| ----------------------------------- | ---------------- | ------------ | ------------ | --------------- | --------------- | --------------- | --------------- | ---------------- | ---------------- |
| Олексій Красовський                 | Спринт           | 4:35.08      | 81           | Завершив виступ | Завершив виступ | Завершив виступ | Завершив виступ | Завершив виступ  | Завершив виступ  |
| Руслан Перехода                     | Спринт           | 3:43.61      | 50           | Завершив виступ | Завершив виступ | Завершив виступ | Завершив виступ | Завершив виступ  | Завершив виступ  |
| Олексій Красовський Руслан Перехода | Командний спринт | Н/Д          | Н/Д          | Н/Д             | Н/Д             | 25:31.13        | 11              | Завершили виступ | Завершили виступ |

Жінки
| Спортсмени                     | Змагання         | Кваліфікація | Кваліфікація | Чвертьфінал      | Чвертьфінал      | Півфінал         | Півфінал         | Фінал            | Фінал            |
| Спортсмени                     | Змагання         | Час          | Місце        | Час              | Місце            | Час              | Місце            | Час              | Місце            |
| ------------------------------ | ---------------- | ------------ | ------------ | ---------------- | ---------------- | ---------------- | ---------------- | ---------------- | ---------------- |
| Марина Анцибор                 | Спринт           | 2:40.55      | 34           | Завершила виступ | Завершила виступ | Завершила виступ | Завершила виступ | Завершила виступ | Завершила виступ |
| Марина Лісогор                 | Спринт           | 2:53.22      | 58           | Завершила виступ | Завершила виступ | Завершила виступ | Завершила виступ | Завершила виступ | Завершила виступ |
| Катерина Сердюк                | Спринт           | 2:44.12      | 45           | Завершила виступ | Завершила виступ | Завершила виступ | Завершила виступ | Завершила виступ | Завершила виступ |
| Марина Лісогор Катерина Сердюк | Командний спринт | Н/Д          | Н/Д          | Н/Д              | Н/Д              | Не стартували    | Не стартували    | Завершили виступ | Завершили виступ |

#### Сноубординг
Спортсменів — 2
Чоловіки
| Спортсмени  | Змагання                       | Кваліфікація | Кваліфікація | Кваліфікація | Кваліфікація | 1/8 фіналу         | Чвертьфінал        | Півфінал           | Фінал              | Місце           |
| Спортсмени  | Змагання                       | Час 1        | Час 2        | Загалом      | Місце        | Суперник Результат | Суперник Результат | Суперник Результат | Суперник Результат | Місце           |
| ----------- | ------------------------------ | ------------ | ------------ | ------------ | ------------ | ------------------ | ------------------ | ------------------ | ------------------ | --------------- |
| Йосип Пеняк | Паралельний гігантський слалом | 49.71        | 51.43        | 1:41.14      | 23           | Завершив виступ    | Завершив виступ    | Завершив виступ    | Завершив виступ    | Завершив виступ |
| Йосип Пеняк | Паралельний слалом             | 30.86        | 29.31        | 1:00.17      | 18           | Завершив виступ    | Завершив виступ    | Завершив виступ    | Завершив виступ    | Завершив виступ |

Жінки
| Спортсмени      | Змагання                       | Кваліфікація | Кваліфікація | Кваліфікація | Кваліфікація | 1/8 фіналу         | Чвертьфінал        | Півфінал           | Фінал              | Місце            |
| Спортсмени      | Змагання                       | Час 1        | Час 2        | Загалом      | Місце        | Суперник Результат | Суперник Результат | Суперник Результат | Суперник Результат | Місце            |
| --------------- | ------------------------------ | ------------ | ------------ | ------------ | ------------ | ------------------ | ------------------ | ------------------ | ------------------ | ---------------- |
| Аннамарі Чундак | Паралельний гігантський слалом | 57.61        | 56.10        | 1:53.71      | 21           | Завершила виступ   | Завершила виступ   | Завершила виступ   | Завершила виступ   | Завершила виступ |
| Аннамарі Чундак | Паралельний слалом             | 32.51        | 33.25        | 1:05.76      | 21           | Завершила виступ   | Завершила виступ   | Завершила виступ   | Завершила виступ   | Завершила виступ |

#### Фристайл
Спортсменів — 6
Акробатика
| Спортсмен           | Змагання | Кваліфікація  | Кваліфікація  | Кваліфікація  | Кваліфікація  | Фінал            | Фінал            | Фінал            | Фінал            | Фінал            | Фінал            |
| Спортсмен           | Змагання | Стрибок 1     | Стрибок 1     | Стрибок 2     | Стрибок 2     | Стрибок 1        | Стрибок 1        | Стрибок 2        | Стрибок 2        | Стрибок 3        | Стрибок 3        |
| Спортсмен           | Змагання | Оцінка        | Місце         | Оцінка        | Місце         | Оцінка           | Місце            | Оцінка           | Місце            | Оцінка           | Місце            |
| ------------------- | -------- | ------------- | ------------- | ------------- | ------------- | ---------------- | ---------------- | ---------------- | ---------------- | ---------------- | ---------------- |
| Олександр Абраменко | Чоловіки | 109.50        | 6 Q           | Н/Д           | Н/Д           | 119.03           | 3 Q              | 113.12           | 6                | Завершив виступ  | Завершив виступ  |
| Микола Пуздерко     | Чоловіки | 98.41         | 12            | 77.88         | 14            | Завершив виступ  | Завершив виступ  | Завершив виступ  | Завершив виступ  | Завершив виступ  | Завершив виступ  |
| Надія Діденко       | Жінки    | Не стартувала | Не стартувала | Не стартувала | Не стартувала | Завершила виступ | Завершила виступ | Завершила виступ | Завершила виступ | Завершила виступ | Завершила виступ |
| Надія Мохнацька     | Жінки    | 70.76         | 12            | 74.97         | 9             | Завершила виступ | Завершила виступ | Завершила виступ | Завершила виступ | Завершила виступ | Завершила виступ |
| Анастасія Новосад   | Жінки    | 56.84         | 18            | 74.34         | 10            | Завершила виступ | Завершила виступ | Завершила виступ | Завершила виступ | Завершила виступ | Завершила виступ |
| Ольга Полюк         | Жінки    | 52.44         | 19            | 69.31         | 11            | Завершила виступ | Завершила виступ | Завершила виступ | Завершила виступ | Завершила виступ | Завершила виступ |

### Санний спорт
Спортсменів — 6
| Спортсмени                                                   | Змагання         | Заїзд 1 | Заїзд 1 | Заїзд 2 | Заїзд 2 | Заїзд 3 | Заїзд 3 | Заїзд 4  | Заїзд 4 | Загалом  | Загалом |
| Спортсмени                                                   | Змагання         | Час     | Місце   | Час     | Місце   | Час     | Місце   | Час      | Місце   | Час      | Місце   |
| ------------------------------------------------------------ | ---------------- | ------- | ------- | ------- | ------- | ------- | ------- | -------- | ------- | -------- | ------- |
| Андрій Кісь                                                  | Одиночні сани    | 53.533  | 30      | 53.358  | 28      | 53.046  | 29      | 52.859   | 28      | 3:32.796 | 28      |
| Андрій Мандзій                                               | Одиночні сани    | 53.653  | 33      | 53.660  | 32      | 53.227  | 32      | 53.062   | 30      | 3:33.602 | 31      |
| Олександр Оболончик Роман Захарків                           | Пари             | 51.795  | 19      | 51.233  | 16      | Н/Д     | Н/Д     | Н/Д      | Н/Д     | 1:43.028 | 17      |
| Олена Шхумова                                                | Одиночні сани    | 51.211  | 18      | 51.092  | 19      | 51.128  | 17      | 1:01:416 | 31      | 3:34.847 | 31      |
| Олена Стецків                                                | Одиночні сани    | 52.064  | 28      | 51.553  | 26      | 51.991  | 28      | 51.889   | 26      | 3:27.497 | 26      |
| Андрій Кісь Олександр Оболончик Олена Шхумова Роман Захарків | Змішана естафета | 55.671  | 10      | 56.882  | 10      | 58.502  | 12      | Н/Д      | Н/Д     | 2:51.055 | 11      |

### Фігурне катання
Спортсменів — 6
| Спортсмени                        | Змагання                  | Коротка програма/ оригінальний танець | Коротка програма/ оригінальний танець | Довільна програма/ довільний танець | Довільна програма/ довільний танець | Усього           | Усього           |
| Спортсмени                        | Змагання                  | Результат                             | Місце                                 | Результат                           | Місце                               | Результат        | Місце            |
| --------------------------------- | ------------------------- | ------------------------------------- | ------------------------------------- | ----------------------------------- | ----------------------------------- | ---------------- | ---------------- |
| Яків Годорожа                     | Чоловіче одиночне катання | 62.65                                 | 21                                    | 119.54                              | 19                                  | 182.19           | 20               |
| Наталія Попова                    | Жіноче одиночне катання   | 47.42                                 | 27                                    | Завершила виступ                    | Завершила виступ                    | Завершила виступ | Завершила виступ |
| Юлія Лаврентьєва / Юрій Рудик     | Парне катання             | 48.45                                 | 20                                    | Завершили виступ                    | Завершили виступ                    | Завершили виступ | Завершили виступ |
| Шиван Хеккен-Кенеді / Дмитро Дунь | Танці на льоду            | 41.90                                 | 24                                    | Завершили виступ                    | Завершили виступ                    | Завершили виступ | Завершили виступ |

Командне катання
| Змагання                                                                                     | Спортсмени       | Коротка програма | Коротка програма | Коротка програма | Коротка програма | Коротка програма | Коротка програма | Коротка програма | Коротка програма | Результат | Результат | Довільна програма | Довільна програма | Довільна програма | Довільна програма | Довільна програма | Довільна програма | Довільна програма | Довільна програма | Результат        | Результат        |
| Змагання                                                                                     | Спортсмени       | Ч                | Бали             | Ж                | Бали             | П                | Бали             | Т                | Бали             | Сума      | Місце     | Ч                 | Бали              | Ж                 | Бали              | П                 | Бали              | Т                 | Бали              | Сума             | Місце            |
| -------------------------------------------------------------------------------------------- | ---------------- | ---------------- | ---------------- | ---------------- | ---------------- | ---------------- | ---------------- | ---------------- | ---------------- | --------- | --------- | ----------------- | ----------------- | ----------------- | ----------------- | ----------------- | ----------------- | ----------------- | ----------------- | ---------------- | ---------------- |
| Яків Годорожа Наталія Попова Юлія Лаврентьєва / Юрій Рудик Шиван Хеккен-Кенеді / Дмитро Дунь | Командне катання | 60.51            | 3                | 53.44            | 3                | 46.34            | 2                | 49.19            | 2                | 10        | 9         | Завершили виступ  | Завершили виступ  | Завершили виступ  | Завершили виступ  | Завершили виступ  | Завершили виступ  | Завершили виступ  | Завершили виступ  | Завершили виступ | Завершили виступ |

### Шорт-трек
Спортсменів — 1
Єдиною спортсменкою яка буде представляти Україну на Іграх в змаганнях з шорт-треку буде Софія Власова.
| Спортсмен     | Змагання | Відбірні змагання | Відбірні змагання | Чвертьфінал      | Чвертьфінал      | Півфінал         | Півфінал         | Фінал            | Фінал |
| Спортсмен     | Змагання | Результат         | Місце             | Результат        | Місце            | Результат        | Місце            | Результат        | Місце |
| ------------- | -------- | ----------------- | ----------------- | ---------------- | ---------------- | ---------------- | ---------------- | ---------------- | ----- |
| Власова Софія | 1000 м   | 1:32.495          | 4                 | Завершила виступ | Завершила виступ | Завершила виступ | Завершила виступ | Завершила виступ | 26    |